# Carpophage de Forsten
Ducula forsteni
Espèce
Statut de conservation UICN

 LC  : Préoccupation mineure
Le Carpophage de Forsten (Ducula forsteni) est une espèce d'oiseau appartenant à la famille  des  Columbidae. Il est parfois nommé de manière erronée Carpophage des Célèbes.

## Description
Cet oiseau mesure 42 à 52 cm de longueur pour une masse de 500 g environ.
Son plumage présente une dominante verte avec des nuances vert doré ou vert bronze. La tête est gris pâle chez le mâle, un peu plus sombre chez la femelle. La face et la gorge sont blanches. Le bas de la poitrine et le ventre sont blanc crémeux. Le milieu de la queue est barré d'une large bande grise (pâle chez le mâle, plus foncée chez la femelle) tandis que le dessous est noisette. Les iris sont jaunes à orange, le bec noirâtre et les pattes pourpres.

## Répartition
Cet oiseau vit sur les îles Sulawesi, Peleng et Taliabu (îles Sula).